# Hohendodeleben
Hohendodeleben là một đô thị ở huyện Börde thuộc bang Sachsen-Anhalt, nước Đức. Đô thị Hohendodeleben có diện tích 14,8 km², dân số thời điểm ngày 31 tháng 12 năm 2006 là 1813 người.